# Let There Be Love (utwór Christiny Aguilery)
„Let There Be Love” to piosenka dance-popowa pochodząca z siódmego studyjnego albumu amerykańskiej wokalistki Christiny Aguilery zatytułowanego Lotus (2012). Utwór został napisany przez Maksa Martina, Karla „Shellbacka” Schustera, Savana Kotecha, Bonnie McKee, Olivera Goldsteina, Oscara Holtera i Jakke'a Erixsona oraz wyprodukowany przez Martina i Schustera. Duet Max Martin/Shellback odpowiedzialny był także za produkcję pierwszego singla promującego płytę Lotus, „Your Body”.
„Let There Be Love” spotkał się z ogólnym uznaniem wśród krytyków muzycznych. 29 sierpnia 2013 opublikowano nieoficjalny teledysk do utworu, w którym, poza Christiną Aguilerą, wystąpili jej przyjaciele i rodzina. W wideoklipie gościnnie pojawili się, między innymi, celebrytka Nicole Richie, piosenkarze Christina Milian i Chris Mann oraz syn Aguilery, Max Liron Bratman. Odtwórcy ról cameo tańczą oraz układają ręce w kształt litery „L” (od „love”). Przez klip przewijają się pokrzepiające komentarze, zapisane na transparentach − „rasizm jest beznadziejny”, „akceptacja!” czy hiszpańskojęzyczny „amo a mi hijo gay” („kocham mojego syna-geja”). Pozytywna wymowa teledysku została korzystnie oceniona przez krytykę. Wideo określono jako „uczuciowy i całkowicie nieprzewidywalny wizualny list wykonawczyni do fanów, stworzony w podzięce za ich dozgonną miłość”. Aguilera wykonała utwór na gali wręczenia nagród American Music Awards w listopadzie 2012. Występ zebrał pozytywne recenzje; podsumowany został jako „interesujący” i „pokrętny”. „Let There Be Love” notowany był na listach przebojów w siedmiu krajach świata, w tym w Top 10 w Brazylii, Wenezueli i Słowenii. Objął też szczyt zestawienia Billboardu Hot Dance Club Songs oraz był drugim najpopularniejszym utworem klubowym w USA w 2013 roku.

## Informacje o utworze

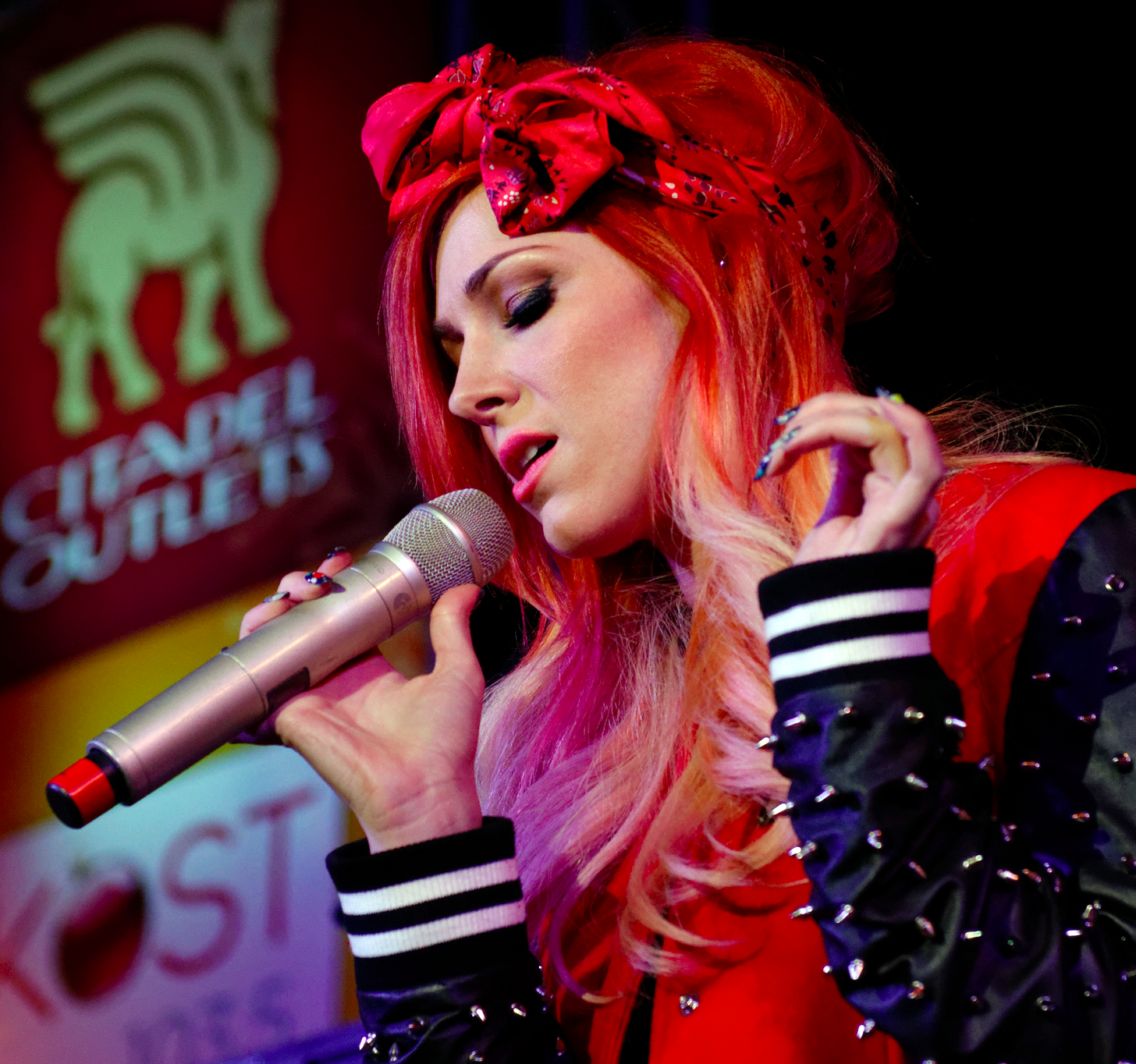
Współautorka utworu, Bonnie McKee.

„Let There Be Love” to jeden z dwóch nagranych na album Lotus utworów, których współautorem i producentem jest Max Martin; pierwszym był singlowy „Your Body”. Na etapie nagrywania piosenki Martin dowodził także instrumentami klawiszowymi. Aguilera wyznała, że współpracę z Martinem nawiązała po „dziesięciu latach obserwowania jego fachu z daleka”, po „zatoczeniu pełnego okręgu w swojej działalności zawodowej”. Dodała także, że nie nawiązywała poprzednio pracy ze szwedzkim producentem, ponieważ chciała „poprowadzić swoją karierę inną ścieżką", tworząc utwory z takimi muzykami jak Linda Perry. Artystka obawiała się, że w „Let There Be Love” − piosence tanecznej − nie będzie mogła wykazać się siłą swojego wokalu. Martin zaaranżował utwór pod głos piosenkarki.
Kompozycja nagrana została w MXM Studios w Sztokholmie. Wokale Christiny Aguilery zarejestrowano zaś w pracowni The Red Lips Room w Beverly Hills. Zdaniem Aguilery, „Let There Be Love” w pełni oddaje istotę krążka Lotus. Piosenka przynależy do gatunków dance-popu, EDM i popu; korzysta także z elementów charakterystycznych dla electropopu i muzyki trance. Aguilera nazwała nagranie najbardziej taneczną kompozycją na swoim siódmym albumie. W tekście do utworu wykonawczyni (czy też podmiot liryczny, tańczący w klubie) nawołuje: „niech zapanuje miłość!”. Melodię cechują donośny beat, mocne syntezatory oraz głośny dźwięk bębnów. Dziennikarz magazynu Billboard porównał piosenkę do singli „DJ Got Us Fallin’ in Love” (2010) i „Scream” (2012) w wykonaniu Ushera, również wyprodukowanych przez Maksa Martina. Powstało dziesięć oficjalnych remiksów utworu, między innymi autorstwa grupy Jump Smokers.
Na temat wydania „Let There Be Love” na singlu spekulowano na początku 2013 roku. Do rozważań nad przyszłością kompozycji jako potencjalnego singla media wróciły wraz z momentem wydania teledysku do utworu. Piosenka nie została jednak wydawnictwem singlowym. Choć nie opublikowany, utwór był notowany na listach przebojów. W momencie wydania płyty Lotus zdołał zająć miejsce dziewięćdziesiąte drugie na południowokoreańskiej liście Gaon Chart Top 100 Singles. W Stanach Zjednoczonych, 18 lutego 2013, debiutował z pozycji czterdziestej czwartej w zestawieniu Billboardu Hot Dance Club Songs. 1 czerwca uplasował się na pierwszym miejscu listy, jako druga, po „Your Body”, kompozycja z siódmego albumu Aguilery. „Let There Be Love" był drugim najpopularniejszym utworem klubowym w USA w 2013 roku. Nagranie objęło też pozycję #2 notowania hitów klubowych w Brazylii oraz miejsca dziewiąte, czterdzieste, piąte i dziesiąte na oficjalnych listach przebojów Wenezueli, Ekwadoru, belgijskiej Flandrii i Słowenii. Pomimo braku wydania w formie singla, kompozycja spotkała się z promocją airplayową na terenie Indonezji, gdzie emisji „Let There Be Love” podjęły się rozgłośnie radiowe.
W marcu 2013 roku zrealizowano i opublikowano alternatywną, akustyczną wersję piosenki. Autorem, inżynierem i mikserem nieoficjalnego remiksu był Lucas F. Kompozycja zawiera sample z singla „Small Bump” brytyjskiego artysty Eda Sheerana.

### Obecność w kulturze masowej
W listopadzie 2014 „Let There Be Love” został wykonany przez wokalistkę Ełenę Risteską podczas jednego z nadawanych na żywo odcinków serbskiego programu telewizyjnego Tvoje lice zvuči poznato (Your Face Sounds Familiar). Występ Risteskiej stanowił dokładne odwzorowanie koncertu Aguilery w trakcie gali 2012 American Music Awards. Wiosną 2016 roku nagranie znalazło się na playliście sporządzonej przez kandydującą na stanowisko prezydenckie byłą sekretarz stanu USA Hillary Clinton. Za pośrednictwem serwisu Spotify Clinton skompilowała playlistę trzydziestu utworów muzycznych; wykonawcą każdej z piosenek został artysta mocno zaangażowany w działalność społeczną. 6 czerwca 2016 odbył się koncert zorganizowany przez komitet Hillary Victory Fund. Wzięli w nim udział wspierani przez Hilton piosenkarze. W lipcu 2017 utwór odtwarzany był w trakcie londyńskiej manifestacji LGBT, Pride in London. Drag queens Aquaria i Kalorie Karbdashian-Williams − uczestniczki programu RuPaul’s Drag Race − wskazały „Let There Be Love” jako swoją ulubioną piosenkę Aguilery.

## Opinie
W 2013 roku serwis internetowy thecelebritycafe.com skompilował listę dziesięciu najlepszych piosenek w karierze Christiny Aguilery. „Let There Be Love” zajął w tym zestawieniu miejsce piąte. Twórcy listy określili utwór jako przepełniony euforią „popowy geniusz”, „najsilniejsze nagranie z krążka Lotus”. W marcu 2014 roku serwis top50songs.org podał, że internauci uznają „Let There Be Love” za jedną z dziesięciu najlepszych piosenek Aguilery. Muri Assunção, redaktor Billboardu, okrzyknął utwór jako hymn społeczności LGBT.

### Recenzje
Krytycy muzyczni wydali nagraniu w znacznej mierze korzystne recenzje. Stephen Thomas Erlewine, dziennikarz piszący dla portalu internetowego Allmusic, pozytywnie ocenił podejście Aguilery do piosenki, stwierdzając, że wokalistka brzmi „komfortowo” i „świeżo”. Andrew Hampp z czasopisma Billboard skwitował utwór jako „przyjazny wobec dyskotek”. Chris Younie (4Music) uznał, że „Let There Be Love” brzmi jak piosenki grane w modnych klubach muzycznych na Ibizie. Younie docenił potencjał Aguilery, pisząc, że „udało jej się stworzyć taneczny hymn bez pomocy Calvina Harrisa”. Mesfin Fekadu (The Huffington Post) doszedł do wniosku, że „Let There Be Love” został lepiej wyprodukowany niż „Your Body” i dzięki swojej przebojowości mógłby zostać hitem stacji radiowych. Recenzujący dla New York Daily News dziennikarz Jim Farber pochwalił utwór, nazywając go „doskonałym hymnem disco w wydaniu prawdziwej divy”. Christina Garibaldi z serwisu MTV News korzystnie oceniła szybkie tempo piosenki, pisząc, że jej „silny beat” i „parny tekst” ucieszą bywalców dyskotekowych parkietów. Jenna Hally Rubenstein (MTV Buzzworthy) uznała, że od „Let There Be Love” z łatwością można się uzależnić, a głos Aguilery „przeważa nad hałasem towarzyszącym melodii”. Wokale wykonawczyni docenił także Sam Lansky, żurnalista współpracujący z magazynem Idolator. Lansky okrzyknął „Let There Be Love” „prawdziwym hitem”. W drugiej recenzji kompozycji dla Idolatora − autorstwa Mike’a Wassa − opiniodawca napisał, że produkcja Maksa Martina pozwala Aguilerze wykazać się wokalnie. W recenzji albumu Lotus dla pisma Slant Magazine Sal Cinquemani wywnioskował, że „Let There Be Love” byłby lepszym pierwszym singlem niż „Your Body” i mógłby oznaczać dla Aguilery „triumfalny comeback”. Cinquemani porównał piosenkę z tanecznymi przebojami Rihanny, Britney Spears, Katy Perry i Keshy. W omówieniu dla witryny o nazwie Digital Spy Robert Copsey napisał, że utwór sprawdziłby się na masowych imprezach typu rave. Paweł Gzyl, redaktor portalu onet.pl, charakter nagrania określił jako „trance'owy”. Dodał też, że w utworze „podniosły śpiew Christiny niosą strzeliste partie sążnistych klawiszy”. Nieprzychylne recenzje wydali piosence Michael Gallucci (PopCrush.com) oraz Annie Zaleski (The A.V. Club). Gallucci stwierdził, że kompozycja nie jest tak dobra jak „Your Body”, a Zaleski skrytykowała ją jako „EDM bez charakteru”.

## Teledysk

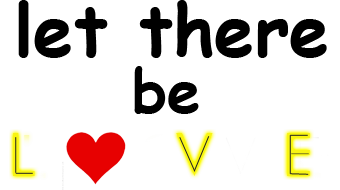
Logo tytułu piosenki, które wykorzystano w teledysku.

Do utworu „Let There Be Love” zrealizowano nieoficjalny teledysk, który miał swoją premierę 29 sierpnia 2013 roku. Wideoklip udostępniono za pośrednictwem kanału Aguilery w serwisie YouTube. Wydanie klipu nastąpiło w kilka godzin po publikacji rozległego listu, który Aguilera zamieściła na własnej stronie internetowej i skierowała do fanów. W emocjonalnym liście artystka napisała: „Być może czasem cichnę, ale kiedy mam coś do powiedzenia, przekazuję każde słowo, które przychodzi mi na myśl. Postanowiłam podzielić się z Wami moimi myślami i otwarcie powiedzieć, jak się czuję. Dziękuję Wam za przepełnianie mojej duszy melodią i pieśnią, sentencjami i miłością. (...) Jak zawsze, dziękuję za akceptację mnie takiej, jaka jestem”.
Teledysk powstał w technice DIY. Większość materiału powstała przy okazji prac nad sesją zdjęciową do magazynu Maxim. Wideoklip rozpoczyna monolog wypowiadany przez Aguilerę, w którym wokalistka dziękuje fanom za lata wsparcia oraz dedykuje im nagranie. Aguilera pojawia się w jednoczęściowym stroju kąpielowym, w całości pokrytym nadrukowanymi zdaniami („I love you”). Wykonawczyni towarzyszą przyjaciele i rodzina − wśród nich celebrytka Nicole Richie, artyści muzyczni Christina Milian i Chris Mann, tancerz Shannon Holtzapffel, stylistka Simone Harouche, syn Aguilery, Max Liron Bratman, a także jej partner Matthew Rutler. Odtwórcy kolejnych ról tańczą oraz układają ręce w kształt litery „L” (od „love”). Przez wideo przewijają się pokrzepiające komentarze, zapisane na transparentach: „rasizm jest beznadziejny”, hiszpańskojęzyczny „amo a mi hijo gay” („kocham mojego syna-geja”), „nie osądzaj”, „akceptacja”, „równość”. Pojawiają się też sceny taneczne, w wykonaniu profesjonalnych tancerzy oraz kilkuletniego Maksa Lirona Bratmana. W ostatnim ujęciu Aguilera śle pocałunek w kierunku kamery.

### Recenzje
Media pozytywnie oceniły klip. Według Lily Harrison z serwisu internetowego E! Online teledysk jest „krótki i godny podziwu”. John Walker (MTV Buzzworthy) skwitował wideoklip jako „bezbłędny”. Rachel Maresca, dziennikarka pisząca dla czasopisma New York Daily News, chwaliła figurę Aguilery, prezentowaną przez nią w klipie. „Uśmiechnięta od ucha do ucha, wygląda szczęśliwiej i zdrowiej niż kiedykolwiek wcześniej”, pisała żurnalistka. Allison Takeda (Us Weekly) wtórowała opinii Marescy. Zdaniem George’a Starka z dziennika Daily Mail, za sprawą teledysku utwór „Let There Be Love” (wydany w 2012 roku − przyp.) „może cieszyć się nowym życiem”. Stark docenił pozytywną i radosną wymowę klipu. Recenzując teledysk dla magazynu Idolator, Sam Lansky nazwał go „uczuciowym i całkowicie nieprzewidywalnym wizualnym listem do fanów, stworzonym w podzięce za ich dozgonną miłość”. Malene Arpe z gazety Toronto Star opisała wideo jako „antidotum na rozmyślanie o pornograficznym cyrku z udziałem Miley Cyrus i Robina Thicke”. Jej wypowiedź stanowiła nawiązanie do kontrowersyjnego i lubieżnego występu Cyrus i Thicke podczas gali 2013 MTV Video Music Awards. Publicystka podsumowała klip jako „słodki i niewinny, pełen życzliwości względem ludzi”. Nina Terrero (NBC Latino) przyrównała wideo do teledysku Aguilery „Beautiful” z 2002 roku i pochwaliła Aguilerę za ponowne prezentowanie społeczności LGBT w pozytywnym świetle.

## Promocja i wykonania koncertowe

### Promocja medialna
Po raz pierwszy Aguilera wystąpiła z piosenką w trakcie 40. gali wręczenia nagród American Music Awards. Koncert odbył się w Nokia Theatre w Los Angeles 18 listopada 2012 roku, był to medley składający się z trzech utworów pochodzących z płyty Lotus, także z „Lotus Intro” oraz „Army of Me”. Na temat planowanego występu informowano już miesiąc wcześniej, 9 października, a Aguilera była pierwszym wykonawcą, który został potwierdzony jako gość ceremonii. Aguilera wypowiedziała się zaradnie na temat szykowanego koncertu w wywiadzie dla MTV News:

Występ planuję jako bardzo ekscytujący. Niewątpliwie będzie stanowił odzwierciedlenie tego, co „Lotus” znaczy dla mnie. (...) Nie mogę wiele zdradzić na temat piosenek, ale wybrane utwory na pewno będą doskonale reprezentować ton albumu, ponieważ jest on wielowarstwowy. „Your Body” nie jest jedynym odcieniem krążka.

Występ charakteryzował się brawurową choreografią oraz urozmaiconymi kostiumami. Tancerze otaczający śpiewającą Aguilerę nosili na głowach worki podpisane słowami „odmieniec” czy „królowa”. Obszerna grupa tancerzy gromadziła między innymi drag queens, kulturystkę oraz mężczyzn odzianych w skórę i lateks. Bruna Nessif rekomendowała odbiorcom internetowego magazynu E! Online show, który określiła jako interesujący. Leah Simpson (Daily Mail) napisała, że swoim wykonaniem Aguilera dokonała „seksownego zakrętu na patriotyzm”. Sam Lansky, redaktor serwisu Idolator, wyznaczył występ Aguilery jako jeden z najlepszych momentów gali American Music Awards. Koncert nazwał „geniuszem kampu”. 21 listopada 2012 Christina Aguilera zaśpiewała „Let There Be Love” na żywo po raz drugi w trakcie talent show stacji NBC The Voice. Artystka obejmowała w tym programie rolę jurorki. W omówieniu dla magazynu Rolling Stone Jessica Hopper nazwała występ „grzmiącym koncertem”. Ponowna promocja piosenki nastąpiła pod koniec sierpnia 2013, kiedy wydano ilustrujący ją teledysk.

### Późniejsze występy
Pod koniec września 2013 Aguilera zagrała koncert w Waszyngtonie. Podczas imprezy wokalistka wystąpiła między innymi z piosenkami „Let There Be Love”, „Dirrty” i „Moves Like Jagger”. Podobnie, 31 grudnia tego roku, dała prywatny, sylwestrowy koncert w Moskwie. Na setlistę złożyło się czternaście utworów, wśród nich „Let There Be Love”. Piosenkarka miała wystąpić z utworem podczas festiwalu muzycznego Twin Towers Alive w Petronas Towers w Kuala Lumpurze dnia 28 marca 2014. Koncert został odwołany z powodu katastrofy lotu Malaysia Airlines 370. Mimo to, zorganizowano występ artystki przed prywatną publicznością. 2 maja 2014 Aguilera wykonała fragment utworu w trakcie New Orleans Jazz & Heritage Festival. 27 lipca 2015 wokalistka dała koncert podczas prywatnej imprezy Cisco Rocks, organizowanej przez firmę Cisco Systems. Przed publicznością wykonała między innymi „Let There Be Love”. 28 maja 2016 występ artystki przed dwustutysięczną widownią zamknął marokański festiwal muzyczny Mawazine. Wśród dwudziestu odśpiewanych przez Aguilerę piosenek znalazły się kompozycje z albumu Lotus: „Let There Be Love” i „Blank Page”. W lipcu 2017 Aguilera wystąpiła z utworem podczas koncertu Northwestern Mutual w hali BMO Harris Bradley Center.
Piosenka wykonywana była podczas trasy koncertowej The Liberation Tour (2018), jako ostatnia z setlisty. 31 grudnia, tuż przed północą Aguilera pojawiła się na scenie w Nowym Jorku i dała koncert, będący częścią sylwestrowego programu Dick Clark's New Year’s Rockin' Eve. Zaśpiewała „Let There Be Love”. W 2019 utwór znalazł się na setliście rezydentury The Xperience. Kończył też koncerty z serii The X Tour ('19), gdzie śpiewany był ku pochwale inności i samoakceptacji.
15 września 2019 artystka pojawiła się na Londyńskim Tygodniu Mody, gdzie wykonała między innymi „Let There Be Love”.

## Twórcy
- Główne wokale: Christina Aguilera
- Producent: Max Martin, Karl Johan „Shellback” Schuster
- Autor: Max Martin, Karl Johan „Shellback” Schuster, Savan Kotecha, Bonnie McKee, Oliver Goldstein, Oscar Holter, Jakke Erixson
- Nagrywanie i programming: Karl Johan „Shellback” Schuster
- Nagrywanie wokalu: Oscar Ramirez
- Instrumenty klawiszowe: Max Martin, Oscar Holter, Jakke Erixson
- Inżynier wokali wspierających: Sam Holland

## Pozycje na listach przebojów
| Kraj              | Notowanie (2013)       | Wydawca            | Najwyższa pozycja |
| ----------------- | ---------------------- | ------------------ | ----------------- |
| Belgia (Flandria) | Dance Top 50           | Ultratop           | 22                |
| Belgia (Flandria) | Ultratip 100           | Ultratop           | 5                 |
| Brazylia          | Dance/Club Chart       | Billboard Brasil   | 2                 |
| Ekwador           | Official Singles Chart | IFPI               | 40                |
| Korea Południowa  | Top 100 Singles        | Gaon Chart         | 92                |
| Słowenia          | Official Singles Chart | IFPI               | 10                |
| Stany Zjednoczone | Hot Dance Club Songs   | Billboard          | 1                 |
| Świat             | Global Dance Tracks    | Billboard          | 24                |
| Tajlandia         | Airplay Chart          | Soundcharts        | 99                |
| Wenezuela         | Official Singles Chart | Record Report/IFPI | 9                 |

### Listy końcoworoczne
| Kraj              | Notowanie (2013)     | Wydawca   | Najwyższa pozycja |
| ----------------- | -------------------- | --------- | ----------------- |
| Stany Zjednoczone | Hot Dance Club Songs | Billboard | 2                 |

## Informacje dodatkowe
- „Let There Be Love” znalazł się na albumowych kompilacjach: RTL Sommerhits 2013 (Sony, 2013), Club Sounds − Summer 2013 (Sony, '13), Kontor − Top Of The Clubs Volume 59 (Kontor, '13), Booom − Summer 2013 (Sony, '13).